# Щоб ти жив у часи змін
«Щоб ти жив у часи змін» — вислів у англійській мові, який нібито є перекладом китайського прокляття. Не зважаючи на узвичаєність в англійській, та навіть українській, історія походження вислову недостовірна. Він не походить із китайської мови. Єдиним зв'язком із китайською культурою є аналіз промов Джозефа Чемберлена кінця 19 ст., можливо, у хибному переданні його сина Остена Чемберлена.
Оригінальний англійський вираз звучить як «May you live in interesting times», що буквально можна перекласти також як «щоб ти жив у цікаві часи».

## Походження
Попри те, що у сучасній масовій культурі вислів відомий як китайське прокляття, нема жодного його аналога в китайській мові. Найближчий китайський вислів це «宁為太平犬，莫做亂离人» (nìng wéi tàipíng quǎn, mò zuò luàn lí rén), який зазвичай перекладається як «Краще бути собакою у мирні часи, ніж людиною у часи хаосу» Вислів походить із Тому 3 короткої колекції історій Фена Менлуна від 1627 року.
Свідчення про те, що фразу використовували до 1936 року містяться у спогадах Г'юґо Кнатчбул-Гаґесена, посла Британської Імперії у Китаї у 1936-37 році, які були видані 1949 року. Він зазначає, що перед тим, як він вирушив з Англії до Китаю, друг розказав йому про китайське прокляття «Щоб ти жив у часи змін».

Фредерік Рене Кудер молодший також згадує, що чув цю фразу в той час: 
|  | Якийсь час тому, у 1936, я мав написати дуже дорогому і поважному другу, який потім помер, Серу Остену Чемберлену, брату нинішнього прем'єр-міністра, і я завершив листа досить банальним висловом про те „що ми живемо у добу змін“. Врешті, він прочитав усього листа, бо назад він написав мені й завершив такими словами: «Багато років тому я чув від одного з наших дипломатів у Китаї, що одним із чільних китайських проклять, яким увінчують ворогів, є „Щоб ти жив у часи змін!“. „Звісно“ сказав він, „ніякий час не був таким повен небезпек, як наш“. Це відбулося 3 роки тому.» |

## Вислів у масовій культурі
- Вислів використав Роберт Кенеді у своїй промові у Кейп-тауні, ПАР у 1966 р.
- Вислів використала Гіларі Клінгтон у своїх спогадах «Жива історія» у 2003 р.
- У циклі «Плаский світ» Террі Пратчетта, роман дія якого відбувається на Ауріенті (Противажному континенті) зветься «Часи змін» / «Цікаві часи».